# Nazionale maschile di rugby a 7 dell'Irlanda
La nazionale di rugby a 7 dell'Irlanda è la selezione che rappresenta l'intera isola d'Irlanda a livello internazionale nel rugby a 7. 
Dopo essere apparsa in precedenza solamente in modo sporadico in alcuni eventi del torneo, durante la stagione 2019-20 delle World Rugby Sevens Series l'Irlanda è stata inclusa per la prima volta tra le core teams che disputano interamente questa competizione. Vanta inoltre esperienza in Coppa del Mondo, dove ha ottenuto complessivamente come miglior risultato il raggiungimento delle semifinali nel 1993.
Nel marzo 2011 la federazione irlandese (IRFU) aveva annunciato il suo supporto agli Shamrock Warriors RFC allo scopo di sviluppare una futura selezione nazionale in grado di competere a livello internazionale. Ancora senza una squadra professionistica permanente, nel gennaio 2015 l'IRFU aveva organizzato un evento aperto a tutti gli atleti irlandesi, anche di discipline diverse, per sviluppare ulteriormente il programma del sevens.
Nel 2018 la nazionale irlandese ha vinto per la prima volta il Sevens Grand Prix Series, torneo continentale destinato alle squadre europee.

## Palmarès
- Sevens Grand Prix Series: 1

2018

## Partecipazioni ai principali tornei internazionali
- 2020: 10º posto
- 2024: 6º posto

- 1993:  semifinali
- 1997: semifinale Bowl
- 2001: semifinale Bowl
- 2005: quarti di finale Plate
- 2009: finalista Bowl
- 2013: n.p.
- 2018: 9º posto

- dal 1999 al 2019 n.p. o non inserita tra le core teams
- 2019-20: 10º posto

- 2004:  3º posto
- 2008: 4º posto
- 2017:  2º posto
- 2018:  1º posto
- 2019:  3º posto